# Suemus atomarius
Suemus atomarius är en spindelart som beskrevs av Simon 1895. Suemus atomarius ingår i släktet Suemus och familjen snabblöparspindlar.
Artens utbredningsområde är Sierra Leone. Inga underarter finns listade i Catalogue of Life.